# Dafnunt
Dafnunt (en grec antic: Δαφνοῦς, Daphnûs) era una ciutat de l'antiga Grècia situada a la riba de la mar d'Eubea, a la regió de la Fòcida.
El seu territori, molt estret, separava la Lòcrida Epicnèmida de la Lòcrida Opúncia, però més tard va ser assignada als opuntis. La ciutat estava en ruïnes en temps d'Estrabó, que la situa a 20 estadis de Cinos i a 120 d'Elatea. Diu que tenia un port.